# Bactrocera decipiens
Bactrocera decipiens är en tvåvingeart som först beskrevs av Drew 1972.  Bactrocera decipiens ingår i släktet Bactrocera och familjen borrflugor. Inga underarter finns listade.